# 小宮有紗
小宮有紗（日语：／ Komiya Arisa，1994年2月5日—）是一位日本的女演員、聲優，出生於栃木縣，身高164公分，隸屬於Box Corporation。

## 人物
- 小學時期曾學習過芭蕾舞。
- 特長為包含芭蕾舞在內的所有舞蹈、繪描插畫。
- 興趣為歷史，尤其對於幕末時代極感興趣，尤其是在漫畫的影響之下對於土方歲三特別尊敬。
- 在生日派對上，表示自己的御宅度為30%，雖然會看很多漫畫，但是看的動畫都比較偏門[1]。
- 特別喜歡動漫作品《銀魂》[1]，甚至和逢田梨香子一起去「大銀魂展」[2]，在《銀魂電影第二部》上映期間，與銀魂和週刊Playboy合作登上了自己Cosplay的銀魂角色寺門通[3]。
- 此外也很喜歡《頭文字D》[1][4]。

### 經歷
- 2010年，中學時期在澀谷的街上被現今事務所的星探相中，開始她的演員生涯。
- 2012年，以超級戰隊系列第36部作品《特命戰隊Go Busters》的女主角宇佐見陽子/Yellow Buster（聲）一角為電視劇的初次演出。
- 2015年，獲選為《Love Live! Sunshine!!》中的黒澤黛雅的聲優，同時是她成為聲優的初次挑戰。也進行了劇中校園偶像團體Aqours的活動。
- 2016年6月26日，開設個人公式Twitter，並且曾聲明之前出現的Twitter及Facebook並非她本人所有。
- 2017年，在第11回聲優獎中以Aqours名義獲得歌唱獎。
- 2018年8月3日，首度在台灣舉行個人粉絲見面會[5]。
- 2019年3月31日，在台灣舉辦第二次見面會。
- 2019年3月，因身体不适缺席了Aqours上海和台北两场巡回演唱会的第二日演出，之后确诊为急性荨麻疹，导致演艺活动一度暂停，之后部分恢复。

## 出演作品

### 演員方面

#### 電影
| 上映年份 | 上映日期 | 劇名                                                       | 角色                           | 發行公司                     |
| -------- | -------- | ---------------------------------------------------------- | ------------------------------ | ---------------------------- |
| 2011年   | 4月1日   | 俏妞出招                                                   | 室田晉                         | Asmik Ace, Inc.              |
| 2011年   | 10月29日 | 對不起，嚇到你                                             | 藤田洋子                       | Thanks Lab.                  |
| 2012年   | 1月21日  | 海賊戰隊豪快者 VS 宇宙刑事卡邦 The Movie                   | Yellow Buster（聲）            | 東映                         |
| 2012年   | 4月21日  | 假面騎士x超級戰隊 超級英雄大戰                             | 宇佐見陽子 Yellow Buster（聲） | 東映                         |
| 2012年   | 8月4日   | 特命戰隊Go Busters THE MOVIE 保護東京Enetower!             | 宇佐見陽子 Yellow Buster（聲） | 東映                         |
| 2013年   | 1月19日  | 特命战队Go Busters VS 海贼战队豪快者 THE MOVIE             | 宇佐見陽子 Yellow Buster（聲） | 東映                         |
| 2013年   | 4月27日  | 假面骑士×超级战队×宇宙刑事 超级英雄大战Z                   | 宇佐見陽子 Yellow Buster（聲） | 東映                         |
| 2013年   | 9月21日  | 白魔女學園                                                 | 三雲杏                         | 東映                         |
| 2014年   | 1月18日  | 獸電戰隊強龍者 VS Go Busters 恐龍大決戰！ 再見永遠的朋友啊 | 宇佐見陽子 Yellow Buster（聲） | 東映                         |
| 2014年   | 5月10日  | 我們是獎金收益團                                           | 後場妙子                       | 東映                         |
| 2014年   | 9月6日   | In the Hero                                                | 櫻場祥子                       | 東映                         |
| 2014年   | 10月4日  |                                                            | 武藤日向                       | ent                          |
| 2015年   | 3月14日  | 劇場版 超人力霸王銀河S 決戰！奧特10勇士！                  | 阿蕾娜                         | 松竹                         |
| 2015年   | 6月20日  | KIRI―「職業・殺手。」外傳―                                 | メグミ                         | 東映                         |
| 2016年   | 6月4日   | 植物圖鑑                                                   |                                | 松竹                         |
| 2016年   | 6月18日  | MARS～只是愛著你～                                         |                                | Hakuhodo DY Music & Pictures |
| 2016年   | 7月30日  |                                                            | 彦乃                           |                              |
| 2016年   | 9月17日  |                                                            |                                |                              |
| 2017年   | 1月21日  |                                                            |                                |                              |
| 2018年   | 5月11日  | Love × Doc                                                 |                                |                              |
| 2018年   | 6月1日   | 我的失憶女友（日本翻拍）                                   |                                |                              |
| 2018年   | 8月25日  | ダブルドライブ ～狼の掟～                                  | 中村かえで                     |                              |
| 2018年   | 4月7日   | 放學後戰記                                                 | 配諏野支檻                     |                              |
| 2018年   |          | 你們這些傢伙真麻煩！                                       | 一宮數美                       |                              |

#### 電視劇
| 播映年份 | 播映日期           | 劇名                                      | 角色                            | 電視台              |
| -------- | ------------------ | ----------------------------------------- | ------------------------------- | ------------------- |
| 2012年   | 2月26日            | 特命戰隊Go Busters                        | 宇佐見陽子 Yellow Buster（聲）  | 朝日電視台          |
| 2013年   | 2月10日（劇終）    | 特命戰隊Go Busters                        | 宇佐見陽子 Yellow Buster（聲）  | 朝日電視台          |
| 2013年   | 8月31日            | 「」                                      | 若杉慶子                        | 富士電視台          |
| 2013年   | 10月28日－12月27日 |                                           | 長沢斎                          | 東海電視台          |
| 2014年   | 7月30日            | 孤獨的美食家第四季 第4話                  | 篠                              | 東京電視台          |
| 2014年   | 8月6日             | 警視廳搜查一課9係第九季 第5話             | 山村メグ                        | 朝日電視台          |
| 2014年   | 11月12日           |                                           | 花琳                            | 東京電視台          |
| 2015年   | 3月2日             | 警部補·杉山真太郎～吉祥寺署事件檔案 第8話 | 亞矢                            | TBS                 |
| 2015年   | 6月4日             | 最終話                                    | 中山智美                        | 朝日電視台          |
| 2015年   | 8月4日             | 第9話「虎」                               | お澄                            | BS JAPAN            |
| 2015年   | 11月3日－12月22日  |                                           | 飯田ゆり                        | NHK BS premium      |
| 2015年   | 12月1日            |                                           | 袴田さやか                      | 東海電視台          |
| 2016年   | 2月10日            | 靈異彼岸花                                | 岩井奈央                        | 日本電視台          |
| 2016年   | 5月1日 5月8日      | 假面騎士Ghost 第29-30、46話               | 白井有希 哈利・胡迪尼（附身時） | 朝日電視台          |
| 2016年   | 9月9日             | 第10話                                    |                                 | TOKYO MX            |
| 2018年   | 2月1日             | 路人超能100 第3話                         | 保險推銷員                      | 東京電視台 木ドラ25 |
| 2020年   | 2月                | 假面騎士ZERO-ONE 第21-24話                | 海老井千春                      | 朝日電視台          |

#### 網絡電影
| 播映年份 | 播映日期 | 劇名                                                                                | 角色                           | 公司       |
| -------- | -------- | ----------------------------------------------------------------------------------- | ------------------------------ | ---------- |
| 2012年   | 4月1日   | 網路版 - 假面騎士x超級戰隊 超級英雄大變 〜犯人到底是誰〜                            | 宇佐見陽子 Yellow Buster（聲） | 東映       |
| 2013年   | 4月12日  | 網路版 - 假面騎士×超級戰隊×宇宙刑事 超級英雄大戰Z！ ～Heroo！知識～會解決你的煩惱！ | 电波人甲虫女                   | 東映       |
| 2013年   | 9月21日  | 白魔女學園（全10話）                                                                | 三雲杏                         | 朝日動画   |
| 2017年   | 6月16日  |                                                                                     |                                | 亞馬遜影片 |

#### 電視節目
- NHK高校講座 （2015年－ ，NHK教育頻道）
- （2015年，NHK教育頻道）
- （2015年，NHK教育頻道）

#### 綜藝節目
- BOX TV #10（2013年1月17日－ ，偶像專門頻道Pigoo） - 主持人
- 痛快TV 爽快JAPAN（2015年－ ，富士電視台） - 在短劇「擊退廢柴男友(ダメ男撃退スカッと)」中飾演一系列的女朋友
  - 2015年10月12日  飾演大學生 - 西山由奈
  - 2015年12月21日  飾演大學生 - 松坂冬美
  - 2016年1月25日  飾演大學生 - 北野結衣
  - 2016年3月7日  飾演大學生 - 中垣美鈴
  - 2016年3月21日  飾演大學生 - 中川沙織
  - 2016年6月20日  飾演和彥女友 - 間宮麻子
  - 2016年10月3日  飾演公司職員 - 澤田瑞穗
  - 2016年11月28日  飾演大學生 - 椎名香帆
  - 2017年2月20日  飾演公司職員 - 佐竹麻里
- 今晚來謎題訓練（2017年－ ，富士電視台） - 「瞬間推理劇場 瞬間探偵!平目木駿」飾演新人女刑警 若良奈衣子

#### 紀錄片
- NHK特集  第1回（2014年4月20日、NHK）

#### 錄影帶
- 特命戰隊Go Busters VS Beet Buster VS J（2012年9月1日，講談社） - 宇佐見陽子
- 歸來的特命戰隊Go-Busters vs. 動物戰隊Go-Busters（2013年6月21日，東映） - 宇佐見陽子／Yellow Buster（聲）

#### 舞台劇
- （2010年9月4日－5日，Woody Theatre） - 額田乾
- GIRLS PRISON OPERA（2011年3月30日－4月3日，Theatre BONBON）
- （2011年8月9日－14日，Theatre BONBON）
- 假面騎士X超級戰隊-超英雄祭2013（2013年1月11日－12日）
- 特命戰隊GO BUSTERS FINAL LIVE TOUR 2013（2013年） - 宇佐見洋子
- ROBOTICS;NOTES（2013年5月3日－2013年5月12日） - 瀨乃宮秋穗
- 夢幻之星線上2-ON STAGE-（2014年12月4日－7日，青山劇場） - ありす☆ミ

### 聲優方面
※ 粗體字為主要角色

#### 電視動畫
2016年
- Love Live! Sunshine!!（黑澤黛雅[6]）

2017年
- Love Live! Sunshine!! 第2期（黑澤黛雅）

2021年
- 怪物事變（蚊賀エリカ）

2022年
- 怪人開發部的黑井津小姐（峰円小春[7]）

2023年
- 幻日夜羽 -鏡中暉光-（黛雅[8]）

2025年
- 紅戰士在異世界成了冒險者（愛沢ツカサ／キズナピンク[9]）

#### 劇場動畫
- 牙狼〈GARO〉-炎之刻印-（2016年5月21日）：薩拉
- Love Live! Sunshine!! 學園偶像電影～彩虹彼端～（2019年1月4日）：黑澤黛雅[10]
- 通往夏天的隧道，再見的出口（2022年9月9日）：川崎小春[11]

#### 遊戲
- 特命戰隊Go Busters（2012年，Nintendo DS）：宇佐見陽子/Yellow Buster
- Love Live! 學園偶像祭（2016年－，iOS/Android）：黑澤黛雅[12]
- 碧藍幻想 合作活動Love Live! Sunshine!!（2018年－，iOS/Android）：黑澤黛雅[13]
- Crash Fever（2019年，iOS/Android）（黑澤黛雅）
- Love Live! 學園偶像祭 ALL STARS（2019年）（黑澤黛雅）

#### 特攝片
- 宇宙戰隊九連者（2017年）：Akyanba[14]

#### 雜誌企劃
- Love Live! Sunshine!!（2015年4月－）：黑澤黛雅

#### 廣播節目
- Love Live! Sunshine!! Aqours浦之星女學院廣播!!!（HiBiKi Radio Station（日语：ボックスコーポレーション），音泉：2016年11月23日－[15]）：主持人[註 2]

## 音樂作品

### CD
| 發售日期 | 標題                                   | 名義                                    | 樂曲                                         | 商業搭配              |
| 2015年   | 2015年                                 | 2015年                                  | 2015年                                       | 2015年                |
| -------- | -------------------------------------- | --------------------------------------- | -------------------------------------------- | --------------------- |
| 10月7日  | 你的心靈是否光芒閃耀？                 | Aqours                                  | 「」 「Step! ZERO to ONE」 「Aqours☆HEROES」 | Love Live! Sunshine!! |
| 2016年   |                                        |                                         |                                              |                       |
| 4月27日  | 想在AQUARIUM戀愛                       | Aqours                                  | 「」 「」 「」                               | Love Live! Sunshine!! |
| 5月25日  | 讓我俘虜你的心PLEASE!!                 | AZALEA                                  | 「」 「」                                    | Love Live! Sunshine!! |
| 7月20日  | 青空Jumping Heart                      | Aqours                                  | 「」 「」                                    | Love Live! Sunshine!! |
| 8月24日  | 從訴說夢想到歌唱夢想                   | Aqours                                  | 「」 「」                                    | Love Live! Sunshine!! |
| 9月14日  | 想用夢照亮夜空/不成熟的DREAMER         | Aqours                                  | 「」 「未熟DREAMER」                         | Love Live! Sunshine!! |
| 9月27日  |                                        | Aqours                                  | 「」                                         | Love Live! Sunshine!! |
| 11月9日  | 思念合而為一吧/MIRAI TICKET            | Aqours                                  | 「」 「MIRAI TICKET」                        | Love Live! Sunshine!! |
| 11月23日 | 不會停止的Jingle Bell                  | Aqours                                  | 「」 「」                                    | Love Live! Sunshine!! |
| 12月22日 | Daydream Warrior                       | Aqours                                  | 「Daydream Warrior」                         | Love Live! Sunshine!! |
| 2017年   |                                        |                                         |                                              |                       |
| 1月27日  |                                        | Aqours三年級組                          | 「」                                         | Love Live! Sunshine!! |
| 2月24日  |                                        | Aqours                                  | 「」                                         | Love Live! Sunshine!! |
| 3月24日  |                                        | Aqours                                  | 「」                                         | Love Live! Sunshine!! |
| 3月24日  | LONELY TUNING                          | AZALEA                                  | 「」                                         | Love Live! Sunshine!! |
| 4月5日   | HAPPY PARTY TRAIN                      | Aqours                                  | 「HAPPY PARTY TRAIN」 「SKY JOURNEY」 「」   | Love Live! Sunshine!! |
| 5月31日  | GALAXY HidE and SeeK                   | AZALEA                                  | 「GALAXY HidE and SeeK」 「INNOCENT BIRD」   | Love Live! Sunshine!! |
| 6月30日  | Landing action Yeah!!                  | Aqours                                  | 「Landing action Yeah!!」                    | Love Live! Sunshine!! |
| 8月2日   | SUMMER VACATION                        | 黑澤黛雅（小宮有紗） 黑澤露比（降幡愛） | 「」                                         | Love Live! Sunshine!! |
| 10月25日 | 未來的我們早已知曉                     | Aqours                                  | 「」 「」                                    | Love Live! Sunshine!! |
| 11月15日 | 勇氣在哪？在你的內心！                 | Aqours                                  | 「」 「」                                    | Love Live! Sunshine!! |
| 11月29日 | MY舞☆TONIGHT/MIRACLE WAVE              | Aqours                                  | 「」 「」                                    | Love Live! Sunshine!! |
| 12月20日 | Awaken the power                       | Saint Aqours Snow                       | 「」                                         | Love Live! Sunshine!! |
| 2018年   |                                        |                                         |                                              |                       |
| 1月17日  | WATER BLUE NEW WORLD WONDERFUL STORIES | Aqours                                  | 「」 「」                                    | Love Live! Sunshine!! |

## 書籍作品

### 寫真集
- 夏日記（2012年9月15日、Movic、攝影：Takashi Inoue）ISBN 978-4896018585
- 有紗（2013年11月25日、鱷魚書社、攝影：熊谷貫）ISBN 978-4847045998
- ＜＞ 小宮有紗（2017年4月、集英社、撮影：熊谷貫）

### 來源
1. 1 2 3  . MANTANWEB. 2017-02-05  [2017-02-05]. （原始内容存档于2020-11-18）.
2. ↑  @小宮有紗official（@box_komiyaarisa）.  (推文). 2017-01-05 –Twitter.
3. ↑  @週プレ酒場.  (推文). 2018-08-13 –Twitter.
4. ↑  @小宮有紗official（@box_komiyaarisa）.  (推文). 2018-04-08 –Twitter.
5. ↑  . 洧誠國際. 2018-06-16  [2018-06-16]. （原始内容存档于2020-11-18）.
6. ↑  . 「Love Live!」官方網站的介紹頁面.   [2018-02-04]. （原始内容存档于2020-12-17）.
7. ↑  . MANTANWEB. 2022-02-09  [2022-02-09]. （原始内容存档于2022-02-19） （日语）.
8. ↑  . MANTANWEB. 2023-02-12  [2023-02-12]. （原始内容存档于2023-02-13） （日语）.
9. ↑  . Comic Natalie. 2024-12-23  [2024-12-23]. （原始内容存档于2025-01-26） （日语）.
10. ↑  . Love Live! Sunshine!! Official Web Site.   [2018-07-26]. （原始内容存档于2020-12-28）.
11. ↑  . Comic Natalie. 2022-07-12  [2022-07-12]. （原始内容存档于2022-07-14） （日语）.
12. ↑  . ラブライブ！スクールアイドルフェスティバル - スクフェス. ブシロード. 2016-07-05  [2016-07-06]. （原始内容存档于2017-08-18）.
13. ↑  . グランブルーファンタジー. 2018-08-01  [2018-08-02]. （原始内容存档于2020-11-18）.
14. ↑  . 東映.   [2017-07-30]. （原始内容存档于2020-11-18）.
15. ↑  . Love Live! SunShine!! Official Web Site. 2016-04-13  [2016-04-15]. （原始内容存档于2016-04-23）.

## 外部連結
- 小宮有紗 | BOX CORPRATION （页面存档备份，存于）
- 小宮有紗 Official Website （页面存档备份，存于）
- 小宮有紗オフィシャルブログ （页面存档备份，存于）
- 小宮有紗official (@box_komiyaarisa) | Twitter （页面存档备份，存于）
- 小宮有紗的Instagram帳戶
- 小宮有紗的新浪微博

| 前任： 市道真央 （海賊戰隊豪快者） | 日本超級戰隊系列黃色戰士演員 特命戰隊Go Busters 2012年2月26日－2013年2月10日 | 繼任： 小島梨里杏 （烈車戰隊特急者） |